# Kazahsztán a 2004. évi nyári olimpiai játékokon
Kazahsztán a görögországi Athénban megrendezett 2004. évi nyári olimpiai játékok egyik részt vevő nemzete volt. Az országot az olimpián 17 sportágban 114 sportoló képviselte, akik összesen 8 érmet szereztek.

## Érmesek
| Érem  | Versenyző          | Sportág    | Versenyszám               |
| ----- | ------------------ | ---------- | ------------------------- |
| Arany | Baktijar Artajev   | Ökölvívás  | Váltósúly                 |
| Ezüst | Georgij Curcumia   | Birkózás   | Férfi kötöttfogás, 120 kg |
| Ezüst | Gennagyij Lalijev  | Birkózás   | Férfi szabadfogás, 74 kg  |
| Ezüst | Gennagyij Golovkin | Ökölvívás  | Középsúly                 |
| Ezüst | Szergej Filimonov  | Súlyemelés | Férfi 77 kg               |
| Bronz | Dmitrij Karpov     | Atlétika   | Férfi tízpróba            |
| Bronz | Mhitar Manukjan    | Birkózás   | Férfi kötöttfogás, 66 kg  |
| Bronz | Szerik Jeleuov     | Ökölvívás  | Könnyűsúly                |

## Atlétika
Férfi
| Versenyző             | Versenyszám     | Előfutam | Előfutam | Előfutam | Negyeddöntő | Negyeddöntő | Negyeddöntő | Elődöntő | Elődöntő | Elődöntő | Döntő   | Döntő    |
| Versenyző             | Versenyszám     | Idő      | Hely.    | Össz.    | Idő         | Hely.       | Össz.       | Idő      | Hely.    | Össz.    | Idő     | Helyezés |
| --------------------- | --------------- | -------- | -------- | -------- | ----------- | ----------- | ----------- | -------- | -------- | -------- | ------- | -------- |
| Gennagyij Csernovol   | 100 m           | 10,43    | 3.       | 45.      | 10,42       | 7.          | 37.         | kiesett  | kiesett  | kiesett  | kiesett | kiesett  |
| Mihail Kolganov       | 800 m           | 1:47,36  | 6.       | 39.      |             |             |             | kiesett  | kiesett  | kiesett  | kiesett | kiesett  |
| Jevgenyij Melescsenko | 400 m gát       | 49,43    | 5.       | 22.      |             |             |             | 49,48    | 8.       | 20.      | kiesett | kiesett  |
| Valerij Boriszov      | 20 km gyaloglás |          |          |          |             |             |             |          |          |          | 1:27:39 | 27.      |
| Szergej Korepanov     | 50 km gyaloglás |          |          |          |             |             |             |          |          |          | 3:59:33 | 20.      |
| Rusztam Kuvatov       | 50 km gyaloglás |          |          |          |             |             |             |          |          |          | 4:13:40 | 37.      |

| Versenyző        | Versenyszám | Selejtező             | Selejtező             | Döntő    | Döntő    |
| Versenyző        | Versenyszám | Eredmény              | Helyezés              | Eredmény | Helyezés |
| ---------------- | ----------- | --------------------- | --------------------- | -------- | -------- |
| Grigorij Jegorov | Rúdugrás    | érvényes ugrás nélkül | érvényes ugrás nélkül | kiesett  | kiesett  |
| Roman Valijev    | Hármasugrás | érvényes ugrás nélkül | érvényes ugrás nélkül | kiesett  | kiesett  |

| Versenyző      | Versenyszám | 100 m | 100 m | Távolugrás | Távolugrás | Súlylökés | Súlylökés | Magasugrás | Magasugrás | 400 m | 400 m | 110 m gát | 110 m gát | Diszkoszvetés | Diszkoszvetés | Rúdugrás | Rúdugrás | Gerelyhajítás | Gerelyhajítás | 1500 m  | 1500 m | Végeredmény | Végeredmény |
| Versenyző      | Versenyszám | Idő   | Pont  | Eredmény   | Pont       | Eredmény  | Pont      | Eredmény   | Pont       | Idő   | Pont  | Idő       | Pont      | Eredmény      | Pont          | Eredmény | Pont     | Eredmény      | Pont          | Idő     | Pont   | Pont        | Helyezés    |
| -------------- | ----------- | ----- | ----- | ---------- | ---------- | --------- | --------- | ---------- | ---------- | ----- | ----- | --------- | --------- | ------------- | ------------- | -------- | -------- | ------------- | ------------- | ------- | ------ | ----------- | ----------- |
| Dmitrij Karpov | Tízpróba    | 10,50 | 975   | 781 cm     | 1012       | 15,93 m   | 847       | 209 cm     | 887        | 46,81 | 968   | 13,97     | 978       | 51,65 m       | 905           | 460 cm   | 790      | 55,54 m       | 671           | 4:38,11 | 692    | 8725        |             |

Női
| Versenyző                   | Versenyszám     | Előfutam | Előfutam | Előfutam | Negyeddöntő | Negyeddöntő | Negyeddöntő | Elődöntő | Elődöntő | Elődöntő | Döntő   | Döntő    |
| Versenyző                   | Versenyszám     | Idő      | Hely.    | Össz.    | Idő         | Hely.       | Össz.       | Idő      | Hely.    | Össz.    | Idő     | Helyezés |
| --------------------------- | --------------- | -------- | -------- | -------- | ----------- | ----------- | ----------- | -------- | -------- | -------- | ------- | -------- |
| Viktorija Kovireva          | 100 m           | 11,62    | 5.       | 41.      | kiesett     | kiesett     | kiesett     | kiesett  | kiesett  | kiesett  | kiesett | kiesett  |
| Szvetlana Bodrickaja        | 400 m           | 53,35    | 6.       | 34.      |             |             |             | kiesett  | kiesett  | kiesett  | kiesett | kiesett  |
| Tatyjana Roszlanova         | 800 m           | 2:06,39  | 6.       | 35.      |             |             |             | kiesett  | kiesett  | kiesett  | kiesett | kiesett  |
| Natalja Torsina-Alimzsanova | 400 m gát       | 55,22    | 3.       | 16.      |             |             |             | 55,08    | 5.       | 12.      | kiesett | kiesett  |
| Jelena Kuznyecova           | 20 km gyaloglás |          |          |          |             |             |             |          |          |          | 1:49:08 | 50.      |
| Szvetlana Tolsztaja         | 20 km gyaloglás |          |          |          |             |             |             |          |          |          | 1:34:43 | 28.      |

| Versenyző          | Versenyszám | Selejtező | Selejtező | Döntő    | Döntő    |
| Versenyző          | Versenyszám | Eredmény  | Helyezés  | Eredmény | Helyezés |
| ------------------ | ----------- | --------- | --------- | -------- | -------- |
| Marina Aitova      | Magasugrás  | 185 cm    | 31.*      | kiesett  | kiesett  |
| Jelena Koscsejeva  | Távolugrás  | 657 cm    | 10.       | 653 cm   | 11.      |
| Tatyjana Bocsarova | Hármasugrás | 13,81 m   | 25.       | kiesett  | kiesett  |
| Jolanta Uljeva     | Súlylökés   | 14,88 m   | 35.       | kiesett  | kiesett  |

| Versenyző           | Versenyszám | 100 m gát | 100 m gát | Magasugrás | Magasugrás | Súlylökés | Súlylökés | 200 m | 200 m | Távolugrás               | Távolugrás               | Gerelyhajítás | Gerelyhajítás | 800 m            | 800 m            | Végeredmény   | Végeredmény   |
| Versenyző           | Versenyszám | Idő       | Pont      | Eredmény   | Pont       | Eredmény  | Pont      | Idő   | Pont  | Eredmény                 | Pont                     | Eredmény      | Pont          | Idő              | Pont             | Pont          | Helyezés      |
| ------------------- | ----------- | --------- | --------- | ---------- | ---------- | --------- | --------- | ----- | ----- | ------------------------ | ------------------------ | ------------- | ------------- | ---------------- | ---------------- | ------------- | ------------- |
| Irina Naumenko      | Hétpróba    | 14,16     | 956       | 179 cm     | 966        | 12,95 m   | 724       | 24,88 | 898   | 616 cm                   | 899                      | 39,50 m       | 658           | 2:14,57          | 899              | 6000          | 22.           |
| Szvetlana Kazanyina | Hétpróba    | 14,99     | 843       | 170 cm     | 855        | 12,38 m   | 686       | 26,31 | 770   | érvényes kísérlet nélkül | érvényes kísérlet nélkül | 39,92 m       | 666           | nem állt rajthoz | nem állt rajthoz | nem ért célba | nem ért célba |

* - egy másik versenyzővel azonos eredményt ért el

## Birkózás

### Férfi
Kötöttfogású
| Versenyző            | Versenyszám | Csoportkör | Csoportkör | Negyeddöntő                 | Elődöntő                  | Bronz- mérkőzés                             | Döntő                      | Helyezés |
| Versenyző            | Versenyszám | Ellenfél Eredmény                                                                                             | Hely.      | Ellenfél Eredmény           | Ellenfél Eredmény         | Ellenfél Eredmény                           | Ellenfél Eredmény          | Helyezés |
| -------------------- | ----------- | --- | ---------- | --------------------------- | ------------------------- | ------------------------------------------- | -------------------------- | -------- |
| Nurbakit Tengizbajev | 55 kg       | E csoport · Im Devon (KOR) · 4-4 PP · Marian Sandu (ROU) · 0-6                                                | 3.         | kiesett                     | kiesett                   | kiesett                                     | kiesett                    | 17.      |
| Nurlan Kojzsaganov   | 60 kg       | E csoport · Akaki Csacsua (GEO) · 7-6 · Paolo Fucile (ITA) · 7-0                                              | 1.         | Alekszej Sevcov (RUS) · 1-3 |                           | 5. helyért · Szaszamoto Makoto (JPN) · 0-4  |                            | 6.       |
| Mhitar Manukjan      | 66 kg       | F csoport · Konsztandínosz Arkudéasz (GRE) · 4-1 · Jannis Zamanduridis (GER) · 3-2 · Gordon Wood (USA) · 11-1 | 1.         |                             | Şeref Eroğlu (TUR) · TUS  | Jimmy Samuelsson (SWE) · 8-1                |                            |          |
| Danyil Halimov       | 74 kg       | D csoport · José Alberto Recuero (ESP) · 3-2 · Yasha Manasherov (ISR) · 8-0                                   | 1.         | Reto Bucher (SUI) · 0-3     |                           | 5. helyért · Filiberto Azcuy (CUB) · 0-4 PA |                            | 5.       |
| Aszet Mambetov       | 96 kg       | G csoport · Karam Gáber Ibráhím (EGY) · TUS · Jeórjiosz Kuciúmbasz (GRE) · 0-4 · Marek Sitnik (POL) · 0-3     | 4.         | kiesett                     | kiesett                   | kiesett                                     | kiesett                    | 21.      |
| Georgij Curcumia     | 120 kg      | E csoport · Xenofón Kuciúmbasz (GRE) · 2-2 PP · Eddy Bengtsson (SWE) · TUS · Mirian Giorgadze (GEO) · 2-2 PP  | 1.         |                             | Rulon Gardner (USA) · 4-1 |                                             | Haszan Barojev (RUS) · 2-4 |          |

Szabadfogású
| Versenyző             | Versenyszám | Csoportkör                                                                                      | Csoportkör | Negyeddöntő                  | Elődöntő                    | Bronz- mérkőzés                 | Döntő                            | Helyezés |
| Versenyző             | Versenyszám | Ellenfél Eredmény                                                                               | Hely.      | Ellenfél Eredmény            | Ellenfél Eredmény           | Ellenfél Eredmény               | Ellenfél Eredmény                | Helyezés |
| --------------------- | ----------- | ----------------------------------------------------------------------------------------------- | ---------- | ---------------------------- | --------------------------- | ------------------------------- | -------------------------------- | -------- |
| Bauirzsan Orazgalijev | 55 kg       | E csoport · Olekszandr Zaharuk (UKR) · 1-3 · German Kontojev (BLR) · 1-4                        | 3.         | kiesett                      | kiesett                     | kiesett                         | kiesett                          | 19.      |
| Leonyid Szpiridonov   | 66 kg       | B csoport · Szerafim Barzakov (BUL) · 5-4 · Evan MacDonald (CAN) · 10-7                         | 1.         | Ikemacu Kazuhiko (JPN) · 3-2 | Elbrusz Tedejev (UKR) · 2-4 | Mahacs Murtazalijev (RUS) · 1-2 |                                  | 4.       |
| Gennagyij Lalijev     | 74 kg       | C csoport · Arajik Gevorgjan (ARM) · 5-0 · Nate Ackerman (GBR) · 11-0                           | 1.         | Joe Williams (USA) · 3-2     | Iván Fundora (CUB) · 5-4    |                                 | Buvajszar Szajtyijev (RUS) · 0-7 |          |
| Magomed Kuruglijev    | 84 kg       | B csoport · Cael Sanderson (USA) · 2-4 · Szjarhej Borcsanka (BLR) · 1-2                         | 3.         | kiesett                      | kiesett                     | kiesett                         | kiesett                          | 18.      |
| Iszlam Bajramukov     | 96 kg       | C csoport · Rüstəm Ağayev (AZE) · 2-7 · Nico Jacobs (NAM) · 7-1                                 | 2.         | kiesett                      | kiesett                     | kiesett                         | kiesett                          | 10.      |
| Marid Mutalimov       | 120 kg      | B csoport · Kerry McCoy (USA) · 4-1 · Francesco Petta (ITA) · 3-0 · Jurij Mildzihov (KGZ) · 3-2 | 1.         |                              | Alirezá Rezáji (IRI) · 1-4  | Aydın Polatçı (TUR) · 1-3       |                                  | 4.       |

PA - visszalépett (birói döntéssel 0-4)

PP - döntő fölény

## Cselgáncs
Férfi
| Versenyző             | Versenyszám  | Selejtező                     | 32-es főtábla                  | Nyolcaddöntő                           | Negyeddöntő                       | Elődöntő          | Vigaszág első kör               | Vigaszág negyeddöntő                | Vigaszág elődöntő                  | Bronz- mérkőzés   | Döntő             | Helyezés    |
| Versenyző             | Versenyszám  | Ellenfél Eredmény             | Ellenfél Eredmény              | Ellenfél Eredmény                      | Ellenfél Eredmény                 | Ellenfél Eredmény | Ellenfél Eredmény               | Ellenfél Eredmény                   | Ellenfél Eredmény                  | Ellenfél Eredmény | Ellenfél Eredmény | Helyezés    |
| --------------------- | ------------ | ----------------------------- | ------------------------------ | -------------------------------------- | --------------------------------- | ----------------- | ------------------------------- | ----------------------------------- | ---------------------------------- | ----------------- | ----------------- | ----------- |
| Bazarbek Donbaj       | Légsúly      |                               | Omar Rebáhi (ALG) · 1010-0100  | Nesztor Hergiani (GEO) · 0000-0010     |                                   |                   | Kenji Uematsu (ESP) · 0001-0200 | kiesett                             | kiesett                            | kiesett           |                   | helyezetlen |
| Muratbek Kipsakbajev  | Harmatsúly   |                               | Juan Jacinto (DOM) · 0100-0000 | Miloš Mijalković (SCG) · 0002-0001     | Georgi Georgiev (BUL) · 0001-0100 |                   |                                 | Davit Margosvili (GEO) · 0001-0010  | kiesett                            | kiesett           |                   | helyezetlen |
| Szagdat Szadikov      | Könnyűsúly   | Jimmy Pedro (USA) · 0000-1001 | kiesett                        | kiesett                                | kiesett                           | kiesett           |                                 |                                     |                                    |                   |                   | helyezetlen |
| Aszhat Zsitkejev      | Félnehézsúly |                               | Ihar Makarav (BLR) · 0010-1010 |                                        |                                   |                   | Timo Peltola (FIN) · 0221-0001  | Iveri Dzsikurauli (GEO) · 1000-0000 | Mövlud Mirəliyev (AZE) · 0001-0021 | kiesett           |                   | 7.          |
| Jeldosz Ihszangalijev | Nehézsúly    |                               | Hajdir Lázam (IRQ) · 1000-0000 | Dennis van der Geest (NED) · 0001-1001 | kiesett                           | kiesett           |                                 |                                     |                                    |                   |                   | helyezetlen |

Női
| Versenyző          | Versenyszám  | Selejtező                        | Nyolcaddöntő                    | Negyeddöntő       | Elődöntő          | Vigaszág első kör | Vigaszág negyeddöntő             | Vigaszág elődöntő | Bronz- mérkőzés   | Döntő             | Helyezés    |
| Versenyző          | Versenyszám  | Ellenfél Eredmény                | Ellenfél Eredmény               | Ellenfél Eredmény | Ellenfél Eredmény | Ellenfél Eredmény | Ellenfél Eredmény                | Ellenfél Eredmény | Ellenfél Eredmény | Ellenfél Eredmény | Helyezés    |
| ------------------ | ------------ | -------------------------------- | ------------------------------- | ----------------- | ----------------- | ----------------- | -------------------------------- | ----------------- | ----------------- | ----------------- | ----------- |
| Tatyjana Siskina   | Légsúly      | Lisseth Orozco (COL) · 0012-0011 | Alina Dumitru (ROU) · 0000-1011 |                   |                   |                   | Anna Krajewska (POL) · 0100-1000 | kiesett           | kiesett           |                   | helyezetlen |
| Solpan Kalijeva    | Harmatsúly   |                                  | Ilse Heylen (BEL) · 0000-1000   | kiesett           | kiesett           |                   |                                  |                   |                   |                   | helyezetlen |
| Varvara Maszjagina | Félnehézsúly | Nicole Kubes (USA) · 0000-1000   | kiesett                         | kiesett           | kiesett           |                   |                                  |                   |                   |                   | helyezetlen |

## Íjászat
Férfi
| Versenyző                | Versenyszám | Selejtező | Selejtező | 64-es főtábla                        | 32-es főtábla                                     | Nyolcaddöntő      | Negyeddöntő       | Elődöntő          | Döntő             | Helyezés |
| Versenyző                | Versenyszám | Pont      | Kiemelt   | Ellenfél Eredmény                    | Ellenfél Eredmény                                 | Ellenfél Eredmény | Ellenfél Eredmény | Ellenfél Eredmény | Ellenfél Eredmény | Helyezés |
| ------------------------ | ----------- | --------- | --------- | ------------------------------------ | ------------------------------------------------- | ----------------- | ----------------- | ----------------- | ----------------- | -------- |
| Sztanyiszlav Zabrodszkij | Egyéni      | 651       | 29.       | Pieter Custers (NED) (36.) · 145-141 | Pak Kjongmo (KOR) (4.) · 164 (+10/9)-164 (+10/10) | kiesett           | kiesett           | kiesett           | kiesett           | 18.      |

Női
| Versenyző                | Versenyszám | Selejtező | Selejtező | 64-es főtábla                        | 32-es főtábla                         | Nyolcaddöntő      | Negyeddöntő       | Elődöntő          | Döntő             | Helyezés |
| Versenyző                | Versenyszám | Pont      | Kiemelt   | Ellenfél Eredmény                    | Ellenfél Eredmény                     | Ellenfél Eredmény | Ellenfél Eredmény | Ellenfél Eredmény | Ellenfél Eredmény | Helyezés |
| ------------------------ | ----------- | --------- | --------- | ------------------------------------ | ------------------------------------- | ----------------- | ----------------- | ----------------- | ----------------- | -------- |
| Viktorija Beloszljudceva | Egyéni      | 629       | 26.       | Deonne Bridger (AUS) (39.) · 150-145 | Justyna Mospinek (POL) (7.) · 155-163 | kiesett           | kiesett           | kiesett           | kiesett           | 23.      |
| Olga Pilipova            | Egyéni      | 616       | 48.       | Naomi Folkard (GBR) (17.) · 128-139  | kiesett                               | kiesett           | kiesett           | kiesett           | kiesett           | 57.      |

## Kajak-kenu

### Síkvízi
Férfi
| Versenyző             | Versenyszám       | Előfutam | Előfutam | Előfutam | Elődöntő | Elődöntő | Elődöntő | Döntő   | Döntő    |
| Versenyző             | Versenyszám       | Idő      | Hely.    | Össz.    | Idő      | Hely.    | Össz.    | Idő     | Helyezés |
| --------------------- | ----------------- | -------- | -------- | -------- | -------- | -------- | -------- | ------- | -------- |
| Kajszar Nurmaganbetov | Kenu egyes 500 m  | 1:55,636 | 6.       | 16.      | 1:53,333 | 5.       | 11.      | kiesett | kiesett  |
| Kajszar Nurmaganbetov | Kenu egyes 1000 m | 4:00,486 | 5.       | 12.      | 3:57,804 | 5.       | 9.       | kiesett | kiesett  |

Női
| Versenyző                          | Versenyszám        | Előfutam | Előfutam | Előfutam | Elődöntő | Elődöntő | Elődöntő | Döntő   | Döntő    |
| Versenyző                          | Versenyszám        | Idő      | Hely.    | Össz.    | Idő      | Hely.    | Össz.    | Idő     | Helyezés |
| ---------------------------------- | ------------------ | -------- | -------- | -------- | -------- | -------- | -------- | ------- | -------- |
| Natalja Szergejeva                 | Kajak egyes 500 m  | kizárták | kizárták | kizárták | kiesett  | kiesett  | kiesett  | kiesett | kiesett  |
| Natalja Szergejeva Ellina Uzsahova | Kajak kettes 500 m | 1:46,710 | 8.       | 15.      | 1:46,214 | 6.       | 6.       | kiesett | kiesett  |

## Kerékpározás

### Országúti kerékpározás
Férfi
| Versenyző            | Versenyszám   | Idő                 | Helyezés      |
| -------------------- | ------------- | ------------------- | ------------- |
| Makszim Iglinszkij   | Mezőnyverseny | nem ért célba       | nem ért célba |
| Andrej Mizurov       | Mezőnyverseny | 5:51:28 (+9:44)     | 73.           |
| Szergej Jakovlev     | Mezőnyverseny | 5:48:48 (+7:04)     | 53.           |
| Andrej Kasecskin     | Mezőnyverseny | 5:50:35 (+8:51)     | 70.           |
| Andrej Kasecskin     | Időfutam      | nem ért célba       | nem ért célba |
| Alekszandr Vinokurov | Időfutam      | 58:58,14 (+1:26,40) | 6.            |
| Alekszandr Vinokurov | Mezőnyverseny | 5:41:56 (+0:12)     | 35.           |

### Pálya-kerékpározás
Üldözőversenyek
| Versenyző  | Versenyszám                | Selejtező | Selejtező | Elődöntő     | Elődöntő  | Elődöntő | Döntő        | Döntő     | Döntő    |
| Versenyző  | Versenyszám                | Idő       | Hely.     | Ellenfél Idő | Saját idő | Hely.    | Ellenfél Idő | Saját idő | Helyezés |
| ---------- | -------------------------- | --------- | --------- | ------------ | --------- | -------- | ------------ | --------- | -------- |
| Jurij Juda | Férfi egyéni üldözőverseny | 4:29,676  | 14.       | kiesett      | kiesett   | kiesett  | kiesett      | kiesett   | kiesett  |

Pontversenyek
| Versenyző                 | Versenyszám       | Pont | Helyezés |
| ------------------------- | ----------------- | ---- | -------- |
| Alekszej Koleszov         | Férfi pontverseny | 22   | 15.      |
| Ilja Csernisov Jurij Juda | Férfi madison     | 2    | 12.      |

## Ökölvívás
| Versenyző            | Versenyszám     | Selejtező                      | Nyolcaddöntő                        | Negyeddöntő                       | Elődöntő                    | Döntő                               | Helyezés |
| Versenyző            | Versenyszám     | Ellenfél Eredmény              | Ellenfél Eredmény                   | Ellenfél Eredmény                 | Ellenfél Eredmény           | Ellenfél Eredmény                   | Helyezés |
| -------------------- | --------------- | ------------------------------ | ----------------------------------- | --------------------------------- | --------------------------- | ----------------------------------- | -------- |
| Mirzsan Rahimzsanov  | Légsúly         | Joseph Serrano (PUR) · 42-23   | Georgij Balaksin (RUS) · 20-29      | kiesett                           | kiesett                     | kiesett                             | 9.       |
| Galib Zsafarov       | Pehelysúly      | Brian Mayanja (UGA) · RSC      | Bekzod Khidirov (UZB) · 40-22       | Alekszej Tyiscsenko (RUS) · 26-36 | kiesett                     | kiesett                             | 5.       |
| Szerik Jeleuov       | Könnyűsúly      |                                | Félix Díaz (DOM) · 28-16            | Domenico Valentino (ITA) · 29-23  | Amir Khan (GBR) · 26-40     | kiesett                             |          |
| Nurzsan Karimzsanov  | Kisváltósúly    | Juan Navarro (MEX) · 48-31     | Hisám Náfíl (MAR) · 33-13           | Borisz Georgiev (BUL) · 18-20     | kiesett                     | kiesett                             | 5.       |
| Baktijar Artajev     | Váltósúly       | Willy Tankeu (CMR) · WO        | Aliasker Başirow (TKM) · 33-23      | Viktor Poljakov (UKR) · RSC       | Oleg Szaitov (RUS) · 20-18  | Lorenzo Aragón (CUB) · 36-26        |          |
| Gennagyij Golovkin   | Középsúly       |                                | Ahmed Ali Khan (PAK) · 31-10        | Ramadán Jászer (EGY) · 31-20      | Andre Dirrell (USA) · 23-18 | Gajdarbek Gajdarbekov (RUS) · 18-28 |          |
| Bejbut Sumenov       | Félnehézsúly    | Aleksy Kuziemski (POL) · 34-22 | İhsan Yıldırım Tarhan (TUR) · 19-27 | kiesett                           | kiesett                     | kiesett                             | 9.       |
| Muhtarhan Dildabekov | Szupernehézsúly |                                | Sebastian Köber (GER) · 28-18       | Alekszandr Povetkin (RUS) · 15-31 | kiesett                     | kiesett                             | 5.       |

WO - ellenfél nélkül

RSC - a játékvezető megállította a mérkőzést

## Öttusa
| Versenyző            | Versenyszám | Lövészet | Lövészet | Lövészet | Vívás    | Vívás | Vívás | Úszás   | Úszás | Úszás | Lovaglás | Lovaglás | Lovaglás | Lovaglás | Futás    | Futás | Futás | Összesen    | Összesen |
| Versenyző            | Versenyszám | Pontszám | Pont     | Hely.    | Eredmény | Pont  | Hely. | Idő     | Pont  | Hely. | Idő      | Hibapont | Pont     | Hely.    | Idő      | Pont  | Hely. | Összes pont | Helyezés |
| -------------------- | ----------- | -------- | -------- | -------- | -------- | ----- | ----- | ------- | ----- | ----- | -------- | -------- | -------- | -------- | -------- | ----- | ----- | ----------- | -------- |
| Lada Dzsijenbalanova | Női         | 158      | 832      | 27.      | 17-14    | 860   | 7.*   | 2:18,49 | 1260  | 7.    | 1:07,41  | 56       | 1144     | 8.       | 11:25,45 | 980   | 21.   | 5076        | 14.      |
| Ljudmila Sumilova    | Női         | 170      | 976      | 16.      | 7-24     | 568   | 32.   | 2:27,22 | 1156  | 22.   | 1:10,55  | 168      | 1032     | 22.      | 11:43,41 | 908   | 25.   | 4640        | 30.      |

* - négy másik versenyzővel azonos eredményt ért el

## Sportlövészet
Férfi
| Versenyző            | Versenyszám     | Selejtező | Selejtező | Döntő   | Döntő    |
| Versenyző            | Versenyszám     | Pont      | Helyezés  | Pont    | Helyezés |
| -------------------- | --------------- | --------- | --------- | ------- | -------- |
| Vlagyimir Iszacsenko | Légpisztoly     | 576       | 23.**     | kiesett | kiesett  |
| Vlagyimir Iszacsenko | Szabadpisztoly  | 561       | 7.        | 654,5   | 6.       |
| Andrej Gurov         | Futócéllövészet | 562       | 16.       | kiesett | kiesett  |

Női
| Versenyző        | Versenyszám           | Selejtező | Selejtező | Döntő   | Döntő    |
| Versenyző        | Versenyszám           | Pont      | Helyezés  | Pont    | Helyezés |
| ---------------- | --------------------- | --------- | --------- | ------- | -------- |
| Galina Beljajeva | Légpisztoly           | 373       | 33.       | kiesett | kiesett  |
| Galina Beljajeva | Sportpisztoly         | 577       | 13.***    | kiesett | kiesett  |
| Olga Dovgun      | Légpuska              | 395       | 12.*      | kiesett | kiesett  |
| Olga Dovgun      | Sportpuska, összetett | 588       | 1.        | 684,9   | 4.       |

* - egy másik versenyzővel azonos eredményt ért el

** - három másik versenyzővel azonos eredményt ért el

*** - négy másik versenyzővel azonos eredményt ért el

## Súlyemelés
Férfi
| Versenyző         | Versenyszám | Szakítás | Szakítás | Lökés    | Lökés    | Összesen | Helyezés |
| Versenyző         | Versenyszám | Eredmény | Helyezés | Eredmény | Helyezés | Összesen | Helyezés |
| ----------------- | ----------- | -------- | -------- | -------- | -------- | -------- | -------- |
| Szergej Filimonov | 77 kg       | 172,5    | 1.*      | 200,0    | 2.**     | 372,5    |          |
| Bakit Ahmetov     | 94 kg       | 180,0    | 4.*      | 210,0    | 8.*      | 390,0    | 7.       |

Női
| Versenyző        | Versenyszám | Szakítás | Szakítás | Lökés    | Lökés    | Összesen | Helyezés |
| Versenyző        | Versenyszám | Eredmény | Helyezés | Eredmény | Helyezés | Összesen | Helyezés |
| ---------------- | ----------- | -------- | -------- | -------- | -------- | -------- | -------- |
| Tatyjana Hromova | 75 kg       | 117,5    | 5.       | 135,0    | 8.       | 252,5    | 6.       |

* - egy másik versenyzővel azonos eredményt ért el

** - három másik versenyzővel azonos eredményt ért el

## Szinkronúszás
| Versenyző                    | Versenyszám | Technikai gyakorlat | Technikai gyakorlat | Selejtező        | Selejtező        | Selejtező  | Selejtező  | Döntő            | Döntő            | Döntő      | Döntő      | Helyezés |
| Versenyző                    | Versenyszám | Technikai gyakorlat | Technikai gyakorlat | Szabad gyakorlat | Szabad gyakorlat | Összesítés | Összesítés | Szabad gyakorlat | Szabad gyakorlat | Összesítés | Összesítés | Helyezés |
| Versenyző                    | Versenyszám | Pont                | Hely.               | Pont             | Hely.            | Pont       | Hely.      | Pont             | Hely.            | Pont       | Hely.      | Helyezés |
| ---------------------------- | ----------- | ------------------- | ------------------- | ---------------- | ---------------- | ---------- | ---------- | ---------------- | ---------------- | ---------- | ---------- | -------- |
| Alija Karimova Arna Toktagan | Páros       | 42,250              | 18.*                | 42,667           | 18.              | 84,917     | 18.        | kiesett          | kiesett          | kiesett    | kiesett    | 18.      |

* - egy másik párossal azonos eredményt értek el

## Taekwondo
Férfi
| Versenyző            | Versenyszám | Nyolcaddöntő            | Negyeddöntő       | Elődöntő          | Vigaszág első kör          | Vigaszág elődöntő             | Bronz- mérkőzés   | Döntő             | Helyezés |
| Versenyző            | Versenyszám | Ellenfél Eredmény       | Ellenfél Eredmény | Ellenfél Eredmény | Ellenfél Eredmény          | Ellenfél Eredmény             | Ellenfél Eredmény | Ellenfél Eredmény | Helyezés |
| -------------------- | ----------- | ----------------------- | ----------------- | ----------------- | -------------------------- | ----------------------------- | ----------------- | ----------------- | -------- |
| Agyilhan Szagindikov | Nehézsúly   | Mun Deszong (KOR) · 2-7 |                   |                   | Jon García (ESP) · 5-5 SUP | Ibráhím Kamál (JOR) · 2-2 SUP | kiesett           |                   | 5.       |

SUP - döntő fölény

## Torna
Férfi
| Versenyző         | Versenyszám      | Selejtező | Selejtező | Döntő    | Döntő    |
| Versenyző         | Versenyszám      | Pontszám  | Helyezés  | Pontszám | Helyezés |
| ----------------- | ---------------- | --------- | --------- | -------- | -------- |
| Jernar Jerimbetov | Talaj            | 9,687     | 13.       | kiesett  | kiesett  |
| Jernar Jerimbetov | Ugrás            | 9,431     | 11.       | kiesett  | kiesett  |
| Jernar Jerimbetov | Korlát           | 9,725     | 8.        | 9,737    | 8.       |
| Jernar Jerimbetov | Nyújtó           | 9,500     | 41.       | kiesett  | kiesett  |
| Jernar Jerimbetov | Gyűrű            | 9,300     | 55.       | kiesett  | kiesett  |
| Jernar Jerimbetov | Lólengés         | 9,675     | 14.       | kiesett  | kiesett  |
| Jernar Jerimbetov | Egyéni összetett | 57,424    | 5.        | 56,398   | 14.      |

### Ritmikus gimnasztika
| Versenyző       | Versenyszám | Selejtező | Selejtező | Selejtező | Selejtező | Selejtező | Selejtező | Selejtező | Selejtező | Selejtező | Selejtező | Döntő  | Döntő  | Döntő  | Döntő | Döntő    | Döntő    | Döntő  | Döntő  | Döntő    | Döntő    | Helyezés |
| Versenyző       | Versenyszám | Karika    | Karika    | Labda     | Labda     | Buzogány  | Buzogány  | Szalag    | Szalag    | Összesen  | Összesen  | Karika | Karika | Labda  | Labda | Buzogány | Buzogány | Szalag | Szalag | Összesen | Összesen | Helyezés |
| Versenyző       | Versenyszám | Pont      | Hely.     | Pont      | Hely.     | Pont      | Hely.     | Pont      | Hely.     | Pont      | Hely.     | Pont   | Hely.  | Pont   | Hely. | Pont     | Hely.    | Pont   | Hely.  | Pont     | Hely.    | Helyezés |
| --------------- | ----------- | --------- | --------- | --------- | --------- | --------- | --------- | --------- | --------- | --------- | --------- | ------ | ------ | ------ | ----- | -------- | -------- | ------ | ------ | -------- | -------- | -------- |
| Alija Juszupova | Egyéni      | 25,800    | 5.        | 26,150    | 4.        | 25,725    | 5.        | 23,825    | 8.        | 101,500   | 5.        | 25,500 | 4.*    | 26,600 | 3.    | 26,325   | 5.       | 25,550 | 5.     | 103,975  | 4.       | 4.       |

* - egy másik versenyzővel azonos eredményt ért el

## Triatlon
| Versenyző           | Versenyszám | 1,5 km úszás | 1,5 km úszás | 40 km kerékpározás | 40 km kerékpározás | 10 km futás | 10 km futás | Összesítés | Összesítés |
| Versenyző           | Versenyszám | Idő          | Hely.        | Idő                | Hely.              | Idő         | Hely.       | Idő        | Helyezés   |
| ------------------- | ----------- | ------------ | ------------ | ------------------ | ------------------ | ----------- | ----------- | ---------- | ---------- |
| Dmitrij Gaag        | Férfi       | 18:29        | 43.          | 1:05:06            | 29.                | 32:17       | 8.          | 1:56:28,97 | 25.        |
| Danilo Szapunov     | Férfi       | 18:14        | 18.          | 1:02:22            | 20.                | 33:18       | 18.         | 1:54:33,15 | 17.        |
| Jekatyerina Satnaja | Női         | 22:00        | 50.          | 1:16:28            | 40.                | 40:11       | 36.         | 2:19:26,75 | 41.        |

## Úszás
Férfi
| Versenyző               | Versenyszám    | Előfutam | Előfutam | Előfutam | Elődöntő | Elődöntő | Elődöntő | Döntő   | Döntő    |
| Versenyző               | Versenyszám    | Idő      | Hely.    | Össz.    | Idő      | Hely.    | Össz.    | Idő     | Helyezés |
| ----------------------- | -------------- | -------- | -------- | -------- | -------- | -------- | -------- | ------- | -------- |
| Oleg Stejnyikov         | 50 m gyors     | 23,88    | 7.       | 55.      | kiesett  | kiesett  | kiesett  | kiesett | kiesett  |
| Vjacseszlav Tyitarenko  | 100 m gyors    | 52,09    | 6.       | 51.      | kiesett  | kiesett  | kiesett  | kiesett | kiesett  |
| Vitalij Han             | 200 m gyors    | 1:56,11  | 7.       | 55.      | kiesett  | kiesett  | kiesett  | kiesett | kiesett  |
| Sztanyiszlav Oszinszkij | 100 m hát      | 59,92    | 2.       | 41.      | kiesett  | kiesett  | kiesett  | kiesett | kiesett  |
| Vlagyiszlav Poljakov    | 100 m mell     | 1:01,16  | 3.       | 7.       | 1:01,36  | 5.       | 8.       | 1:01,34 | 5.       |
| Vlagyiszlav Poljakov    | 200 m mell     | 2:12,96  | 1.       | 6.       | 2:12,19  | 3.       | 7.       | 2:11,76 | 5.       |
| Rusztam Hugyijev        | 100 m pillangó | 55,03    | 2.       | 41.      | kiesett  | kiesett  | kiesett  | kiesett | kiesett  |
| Jevgenyij Rizskov       | 200 m vegyes   | kizárták | kizárták | kizárták | kiesett  | kiesett  | kiesett  | kiesett | kiesett  |

Női
| Versenyző            | Versenyszám  | Előfutam | Előfutam | Előfutam | Elődöntő | Elődöntő | Elődöntő | Döntő   | Döntő    |
| Versenyző            | Versenyszám  | Idő      | Hely.    | Össz.    | Idő      | Hely.    | Össz.    | Idő     | Helyezés |
| -------------------- | ------------ | -------- | -------- | -------- | -------- | -------- | -------- | ------- | -------- |
| Jelena Szkalinszkaja | 50 m gyors   | 27,04    | 5.       | 39.      | kiesett  | kiesett  | kiesett  | kiesett | kiesett  |
| Jelena Szkalinszkaja | 100 m gyors  | 58,56    | 2.       | 41.      | kiesett  | kiesett  | kiesett  | kiesett | kiesett  |
| Julija Riszik        | 200 m gyors  | 2:09,93  | 3.       | 41.      | kiesett  | kiesett  | kiesett  | kiesett | kiesett  |
| Anasztaszija Prilepa | 100 m hát    | 1:07,55  | 6.       | 38.      | kiesett  | kiesett  | kiesett  | kiesett | kiesett  |
| Marina Muljajeva     | 200 m vegyes | 2:24,25  | 5.       | 28.      | kiesett  | kiesett  | kiesett  | kiesett | kiesett  |

## Vízilabda

### Férfi
| Kazah nemzeti férfi vízilabdacsapat-játékoskeret | Kazah nemzeti férfi vízilabdacsapat-játékoskeret | Kazah nemzeti férfi vízilabdacsapat-játékoskeret | Kazah nemzeti férfi vízilabdacsapat-játékoskeret | Kazah nemzeti férfi vízilabdacsapat-játékoskeret | Kazah nemzeti férfi vízilabdacsapat-játékoskeret | Kazah nemzeti férfi vízilabdacsapat-játékoskeret |
| #                                                | Név                                              | Poszt                                            | Magasság                                         | Súly                                             | Kor                                              | Klub                                             |
| ------------------------------------------------ | ------------------------------------------------ | ------------------------------------------------ | ------------------------------------------------ | ------------------------------------------------ | ------------------------------------------------ | ------------------------------------------------ |
| 1                                                | Alekszandr Svedov                                | GK                                               | 1,97 m (6 ft 6 in)                               | 83 kg                                            | 1973. április 11. (31 évesen)                    | DSHNK Almaty                                     |
| 2                                                | Szergej Drozdov                                  | D                                                | 1,83 m (6 ft 0 in)                               | 81 kg                                            | 1969. október 23. (34 évesen)                    | Sintez Kazan                                     |
| 3                                                | Alekszandr Gajdukov                              | D                                                | 1,84 m (6 ft 0 in)                               | 90 kg                                            | 1974. január 10. (30 évesen)                     | Lukoil-Spartak                                   |
| 4                                                | Szergej Gorovoj                                  | CF                                               | 1,88 m (6 ft 2 in)                               | 86 kg                                            | 1975. augusztus 6. (29 évesen)                   | Sintez Kazan                                     |
| 5                                                | Alekszandr Sidlovszkij                           | D                                                | 1,87 m (6 ft 2 in)                               | 88 kg                                            | 1974. július 14. (30 évesen)                     | TSCK FMF Moskva                                  |
| 6                                                | Ivan Zajcev                                      | D                                                | 1,86 m (6 ft 1 in)                               | 88 kg                                            | 1975. március 11. (29 évesen)                    | Dinamo Moscow                                    |
| 7                                                | Alekszandr Elke                                  | CB                                               | 1,90 m (6 ft 3 in)                               | 95 kg                                            | 1971. január 18. (33 évesen)                     | Real Canoe NC                                    |
| 8                                                | Artyemij Szevosztyjanov                          | CB                                               | 1,88 m (6 ft 2 in)                               | 92 kg                                            | 1973. február 2. (31 évesen)                     | Sintez Kazan                                     |
| 9                                                | Jevgenyij Zsiljajev                              | CB                                               | 1,87 m (6 ft 2 in)                               | 95 kg                                            | 1973. július 13. (31 évesen)                     | Dinamo Moscow                                    |
| 10                                               | Igor Zagorujko                                   | D                                                | 1,88 m (6 ft 2 in)                               | 87 kg                                            | 1971. május 31. (33 évesen)                      | Sintez Kazan                                     |
| 11                                               | Jurij Szmolovoj                                  | CF                                               | 1,96 m (6 ft 5 in)                               | 118 kg                                           | 1970. április 9. (34 évesen)                     | Lukoil-Spartak                                   |
| 13                                               | Alekszandr Poluhin                               | GK                                               | 1,87 m (6 ft 2 in)                               | 94 kg                                            | 1961. október 15. (42 évesen)                    | DSHNK Almaty                                     |
| Vezetőedző: Aszkar Orazalinov                    |                                                  |                                                  |                                                  |                                                  |                                                  |                                                  |

- Kor: 2004. augusztus 14-i kora

#### Eredmények
Csoportkör
A csoport
| Csapat                      | M | Gy | D | V | G+ | G– | Gk  | P  |
| --------------------------- | - | -- | - | - | -- | -- | --- | -- |
| Magyarország (HUN)          | 5 | 5  | 0 | 0 | 44 | 27 | +17 | 10 |
| Szerbia és Montenegró (SCG) | 5 | 4  | 0 | 1 | 37 | 26 | +11 | 8  |
| Oroszország (RUS)           | 5 | 3  | 0 | 2 | 32 | 28 | +4  | 6  |
| Egyesült Államok (USA)      | 5 | 2  | 0 | 3 | 32 | 37 | –5  | 4  |
| Horvátország (CRO)          | 5 | 1  | 0 | 4 | 35 | 41 | –6  | 2  |
| Kazahsztán (KAZ)            | 5 | 0  | 0 | 5 | 21 | 42 | –21 | 0  |

| 2004. augusztus 15. 10:45 | Oroszország (RUS)     | 5–2 | Kazahsztán (KAZ)  | Központi Olimpiai Uszoda Játékvezetők: Vlastimil Kratochvil (SVK), Radostaw Koryzna (POL) |
| 2004. augusztus 15. 10:45 | (0–0, 1–0, 2–1, 2–1)  |     |                   | Központi Olimpiai Uszoda Játékvezetők: Vlastimil Kratochvil (SVK), Radostaw Koryzna (POL) |
| 2004. augusztus 15. 10:45 | Csomahidze, Gorskov 2 |     | Elke, Szmolovoj 1 | Központi Olimpiai Uszoda Játékvezetők: Vlastimil Kratochvil (SVK), Radostaw Koryzna (POL) |

| 2004. augusztus 17. 16:30 | Kazahsztán (KAZ)     | 6–9 | Egyesült Államok (USA) | Központi Olimpiai Uszoda Játékvezetők: Decio Patelli (BRA), Torsten Bock (GER) |
| 2004. augusztus 17. 16:30 | (1–1, 3–4, 0–1, 2–3) |     |                        | Központi Olimpiai Uszoda Játékvezetők: Decio Patelli (BRA), Torsten Bock (GER) |
| 2004. augusztus 17. 16:30 | Drozdov 3            |     | Wigo 4                 | Központi Olimpiai Uszoda Játékvezetők: Decio Patelli (BRA), Torsten Bock (GER) |

| 2004. augusztus 19. 09:30 | Szerbia és Montenegró (SCG) | 9–5 | Kazahsztán (KAZ) | Központi Olimpiai Uszoda Játékvezetők: Daniel Legare (CAN), Mohamed Sayed Mahmoud (EGY) |
| 2004. augusztus 19. 09:30 | (3–1, 2–1, 1–1, 3–2)        |     |                  | Központi Olimpiai Uszoda Játékvezetők: Daniel Legare (CAN), Mohamed Sayed Mahmoud (EGY) |
| 2004. augusztus 19. 09:30 | Šapić 3                     |     | Zsiljajev 3      | Központi Olimpiai Uszoda Játékvezetők: Daniel Legare (CAN), Mohamed Sayed Mahmoud (EGY) |

| 2004. augusztus 21. 09:30 | Kazahsztán (KAZ)     | 4–14 | Magyarország (HUN) | Központi Olimpiai Uszoda Játékvezetők: Radostaw Koryzna (POL), Decio Patelli (BRA) |
| 2004. augusztus 21. 09:30 | (1–3, 0–4, 2–4, 1–3) |      |                    | Központi Olimpiai Uszoda Játékvezetők: Radostaw Koryzna (POL), Decio Patelli (BRA) |
| 2004. augusztus 21. 09:30 | négy játékos 1       |      | Kásás, Kiss 3      | Központi Olimpiai Uszoda Játékvezetők: Radostaw Koryzna (POL), Decio Patelli (BRA) |

| 2004. augusztus 23. 10:45 | Horvátország (CRO)   | 5–4 | Kazahsztán (KAZ) | Központi Olimpiai Uszoda Játékvezetők: Radu Sorin Matache (ROU), Pavel Rezek (CZE) |
| 2004. augusztus 23. 10:45 | (2–2, 2–0, 0–0, 1–2) |     |                  | Központi Olimpiai Uszoda Játékvezetők: Radu Sorin Matache (ROU), Pavel Rezek (CZE) |
| 2004. augusztus 23. 10:45 | Smodlaka 2           |     | négy játékos 1   | Központi Olimpiai Uszoda Játékvezetők: Radu Sorin Matache (ROU), Pavel Rezek (CZE) |

A 10 közé jutásért
| 2004. augusztus 25. 09:30 | Kazahsztán (KAZ)     | 5–10 | Ausztrália (AUS)   | Központi Olimpiai Uszoda Játékvezetők: Radu Sorin Matache (ROU), Decio Patelli (BRA) |
| 2004. augusztus 25. 09:30 | (2–2, 1–4, 1–3, 1–1) |      |                    | Központi Olimpiai Uszoda Játékvezetők: Radu Sorin Matache (ROU), Decio Patelli (BRA) |
| 2004. augusztus 25. 09:30 | Elke 2               |      | Figlioli, Thomas 2 | Központi Olimpiai Uszoda Játékvezetők: Radu Sorin Matache (ROU), Decio Patelli (BRA) |

A 11. helyért
| 2004. augusztus 27. 09:30 | Kazahsztán (KAZ)     | 15–7 | Egyiptom (EGY)     | Központi Olimpiai Uszoda Játékvezetők: Pavel Rezek (CZE), Decio Patelli (BRA) |
| 2004. augusztus 27. 09:30 | (6–0, 1–2, 5–3, 3–2) |      |                    | Központi Olimpiai Uszoda Játékvezetők: Pavel Rezek (CZE), Decio Patelli (BRA) |
| 2004. augusztus 27. 09:30 | Zajcev 7             |      | Mashhour, Khalil 2 | Központi Olimpiai Uszoda Játékvezetők: Pavel Rezek (CZE), Decio Patelli (BRA) |

| Csapat           | Helyezés |
| ---------------- | -------- |
| Kazahsztán (KAZ) | 11.      |

### Női
| Kazah nemzeti női vízilabdacsapat-játékoskeret | Kazah nemzeti női vízilabdacsapat-játékoskeret | Kazah nemzeti női vízilabdacsapat-játékoskeret | Kazah nemzeti női vízilabdacsapat-játékoskeret | Kazah nemzeti női vízilabdacsapat-játékoskeret | Kazah nemzeti női vízilabdacsapat-játékoskeret | Kazah nemzeti női vízilabdacsapat-játékoskeret |
| #                                              | Név                                            | Poszt                                          | Magasság                                       | Súly                                           | Kor                                            | Klub                                           |
| ---------------------------------------------- | ---------------------------------------------- | ---------------------------------------------- | ---------------------------------------------- | ---------------------------------------------- | ---------------------------------------------- | ---------------------------------------------- |
| 1                                              | Galina Ritova                                  | GK                                             | 1,75 m (5 ft 9 in)                             | 71 kg                                          | 1975. szeptember 10. (28 évesen)               | RN Augusta                                     |
| 2                                              | Anna Zubkova                                   | D                                              | 1,71 m (5 ft 7 in)                             | 65 kg                                          | 1980. február 3. (24 évesen)                   | Uralochka Zlatoust                             |
| 3                                              | Tatyjana Gubina                                | CB                                             | 1,78 m (5 ft 10 in)                            | 67 kg                                          | 1977. december 15. (26 évesen)                 | Eurasia Rakhat                                 |
| 4                                              | Szvetlana Hapszalisz                           | GK                                             | 1,86 m (6 ft 1 in)                             | 63 kg                                          | 1973. június 15. (31 évesen)                   | Eurasia Rakhat                                 |
| 5                                              | Szvetlana Koroljova                            | D                                              | 1,74 m (5 ft 9 in)                             | 69 kg                                          | 1973. szeptember 7. (30 évesen)                | Eurasia Rakhat                                 |
| 6                                              | Natalja Kraszilnyikova                         | CB                                             | 1,73 m (5 ft 8 in)                             | 63 kg                                          | 1982. január 2. (22 évesen)                    | Eurasia Rakhat                                 |
| 7                                              | Aljona Klimenko                                | D                                              | 1,65 m (5 ft 5 in)                             | 56 kg                                          | 1982. szeptember 19. (21 évesen)               | Eurasia Rakhat                                 |
| 8                                              | Jekatyerina Garijeva                           | CF                                             | 1,75 m (5 ft 9 in)                             | 72 kg                                          | 1981. június 11. (23 évesen)                   | Eurasia Rakhat                                 |
| 9                                              | Aszel Dzsakajeva                               | CF                                             | 1,68 m (5 ft 6 in)                             | 70 kg                                          | 1980. március 14. (24 évesen)                  | Kinef Kinishi                                  |
| 10                                             | Marina Gricenko                                | D                                              | 1,73 m (5 ft 8 in)                             | 64 kg                                          | 1980. augusztus 17. (23 évesen)                | Eurasia Rakhat                                 |
| 11                                             | Larisza Mihajlova                              | D                                              | 1,70 m (5 ft 7 in)                             | 67 kg                                          | 1981. július 13. (23 évesen)                   | Uralochka Zlatoust                             |
| 12                                             | Natalja Ignatyjeva                             | D                                              | 1,68 m (5 ft 6 in)                             | 56 kg                                          | 1978. augusztus 17. (25 évesen)                | Eurasia Rakhat                                 |
| 13                                             | Irina Tolkunova                                | D                                              | 1,70 m (5 ft 7 in)                             | 58 kg                                          | 1971. június 2. (33 évesen)                    | Volturno                                       |
| Vezetőedző: Sztanyiszlav Pivovarov             |                                                |                                                |                                                |                                                |                                                |                                                |

- Kor: 2004. augusztus 14-i kora

#### Eredmények
Csoportkör
A csoport
| Csapat            | M | Gy | D | V | G+ | G– | Gk | P |
| ----------------- | - | -- | - | - | -- | -- | -- | - |
| Ausztrália (AUS)  | 3 | 2  | 0 | 1 | 22 | 16 | +6 | 5 |
| Olaszország (ITA) | 3 | 2  | 1 | 0 | 20 | 14 | +6 | 4 |
| Görögország (GRE) | 3 | 1  | 1 | 1 | 17 | 20 | −3 | 3 |
| Kazahsztán (KAZ)  | 3 | 0  | 3 | 0 | 16 | 25 | −9 | 0 |

| 2004. augusztus 16. 17:45 | Görögország (GRE)    | 8–6 | Kazahsztán (KAZ)       | Központi Olimpiai Uszoda Játékvezetők: Radu Matache (ROU), Daniel Legare (CAN) |
| 2004. augusztus 16. 17:45 | (2–2, 2–1, 2–2, 2–1) |     |                        | Központi Olimpiai Uszoda Játékvezetők: Radu Matache (ROU), Daniel Legare (CAN) |
| 2004. augusztus 16. 17:45 | Rumbészi 2           |     | Gricenko, Dzsakajeva 2 | Központi Olimpiai Uszoda Játékvezetők: Radu Matache (ROU), Daniel Legare (CAN) |

| 2004. augusztus 18. 09:30 | Ausztrália (AUS)     | 9–4 | Kazahsztán (KAZ) | Központi Olimpiai Uszoda Játékvezetők: Boris Margeta (SLO), Hector Valcarce (ARG) |
| 2004. augusztus 18. 09:30 | (3–2, 2–1, 2–0, 2–1) |     |                  | Központi Olimpiai Uszoda Játékvezetők: Boris Margeta (SLO), Hector Valcarce (ARG) |
| 2004. augusztus 18. 09:30 | Heuchan, Norwood 3   |     | négy játékos 1   | Központi Olimpiai Uszoda Játékvezetők: Boris Margeta (SLO), Hector Valcarce (ARG) |

| 2004. augusztus 20. 09:00 | Olaszország (ITA)    | 8–6 | Kazahsztán (KAZ) | Központi Olimpiai Uszoda Játékvezetők: Mario Brguljan (SCG), Yesenia Marrero (USA) |
| 2004. augusztus 20. 09:00 | (2–0, 3–1, 1–4, 2–1) |     |                  | Központi Olimpiai Uszoda Játékvezetők: Mario Brguljan (SCG), Yesenia Marrero (USA) |
| 2004. augusztus 20. 09:00 | Di Mario 4           |     | Koroljova 3      | Központi Olimpiai Uszoda Játékvezetők: Mario Brguljan (SCG), Yesenia Marrero (USA) |

A 7. helyért
| 2004. augusztus 22. 10:45 | Kazahsztán (KAZ)     | 4–10 | Kanada (CAN)   | Központi Olimpiai Uszoda Játékvezetők: Radosław Koryzna (POL), Elizabeth Burman (NZL) |
| 2004. augusztus 22. 10:45 | (0–2, 1–4, 3–3, 0–1) |      |                | Központi Olimpiai Uszoda Játékvezetők: Radosław Koryzna (POL), Elizabeth Burman (NZL) |
| 2004. augusztus 22. 10:45 | Koroljova 4          |      | négy játékos 2 | Központi Olimpiai Uszoda Játékvezetők: Radosław Koryzna (POL), Elizabeth Burman (NZL) |

| Csapat           | Helyezés |
| ---------------- | -------- |
| Kazahsztán (KAZ) | 8.       |